# Jean-Paul Laborde
Pour les articles homonymes, voir Laborde.
Pas d'image ? Cliquez ici

a Compétitions nationales et continentales officielles uniquement.

Jean-Paul Laborde est un joueur français de rugby à XV qui évolue au poste de centre. Il se reconvertit ensuite en tant qu'entraîneur.

## Biographie
Formé au club de l'ASM, à Montfort-en-Chalosse, Jean-Paul Laborde joue ensuite pour l'US Dax voisine. Il y remporte le challenge Yves du Manoir à deux reprises, en 1969 et 1971. En 1973, alors qu'il remplace Claude Dourthe au centre des trois-quarts dès le mois de février, ce dernier étant atteint par une hépatite virale, il se blesse lors d'un match de challenge du Manoir ; il manque ainsi l'opportunité de disputer la finale de championnat contre le Stadoceste tarbais,.
Durant sa carrière, Laborde arbore le maillot de l'équipe de France dans différentes catégories : junior, militaire, et finalement avec l'équipe de France « B »,.
Il finit sa carrière sportive à l'AS Montfort, où il retourne en 1974 en tant qu'entraîneur-joueur, accompagné par son coéquipier dacquois Jean-Claude Lucq ; Laborde et Lucq, entraînant respectivement les arrières et les avants montfortois, remportent le titre de champion de France Honneur en 1978,.
En 1985-1986, Jean-Paul Laborde entraîne l'US Dax en tandem avec Georges Capdepuy,.

## Palmarès
- Challenge Yves du Manoir :
  - Vainqueur : 1969 et 1971 avec l'US Dax.
- Championnat de France de division Honneur :
  - Champion : 1978 avec l'AS Monfort.